# محمود زين العابدين
محمود راضي زين العابدين (7 أغسطس 1968)، كاتب ومهندس سوري مواليد حلب. فاز بجائزة الباسل للإنتاج الفكري في عام 2006 في مجال التراث العمراني لمدينة حلب، وجائزة الشيخ زايد للكتاب فرع المؤلف الشاب عام 2007 عن كتابة «عمارة المساجد العثمانية». هو عضو في كل من نقابة المهندسين السوريين ـ الجمعية الوطنية للتنمية البيئية، والهيئة السعودية للمهندسين، والجمعية السعودية لعلوم العمران. أسس مركز شادروان المهتم بالتراث العمراني. صدر أول كتاب له في عام 1998 بعنوان «جولة تاريخية في عمارة البيت العربي والبيت التركي».

## السيرة الذاتية
حصل محمود زين العابدين على دبلوم في نظريات وتاريخ العمارة من كلية الهندسة المعمارية في جامعة حلب عام 2006، وبكالوريوس في الهندسة المعمارية من جامعة يلدز التقنية في إسطنبول في تركيا عام 1994، وماجستير في قسم نظريات وتاريخ العمارة في الهندسة المعمارية كلية الهندسة المعمارية من جامعة حلب عام 2010.

## المؤلفات
- جولة تاريخية في عمارة البيت العربي والبيت التركي، دار قابس للطباعة والنشر والتوزيع، السعودية، 1998.[4][5]
- حلب - عمارة المدينة القديمة، الأمانة العامة لاحتفالية حلب عاصمة للثقافة الإسلامية، حلب، سوريا، 100 صفحة، 2006.[6]

- عمارة المساجد العثمانية، دار قابس، بيروت، لبنان، 170 صفحة، 2006.[7]
- فضاءات من العمارة الإسلامية، الأمانة العامة لاحتفالية حلب عاصمة للثقافة الإسلامية، حلب، الجمهورية العربية السورية، 175 صفحة، 2006.[8]
- استانبول جسر الحضارات، وزارة الشؤون الخارجية التركية، أنقرة، تركيا، 2008 - طبعة دار قابس للطباعة والنشر والتوزيع.[9]
- الآثار العثمانية المتبقية في المملكة العربية السعودية، وزارة الشؤون الخارجية التركية، أنقرة، تركيا، 2011.
- دمشق البناء العمراني في العصر العثماني، دار الكتب الوطنية، هيئة أبوظبي للسياحة والثقافة، أبوظبي، 191 صفحة، (ردمك 9789948174783)، 2015.[10]

شارك محمود زين العابدين بتأليف «البيوت ذات الفناء الداخلي» باللغة الإنجليزية في لندن عام 2005.

## الجوائز
- جائزة الباسل للإنتاج الفكري في مجال التراث العمراني لمدينة حلب، 2006.
- نال كتابه «عمارة المساجد العثمانية» على جائزة الشيخ زايد للكتاب عن فرع المؤلف الشاب، 2007.
- حاز كتابه «عمارة المساجد العثمانية» على جائزة منظمة العواصم والمدن الإسلامية، منظمة العواصم والمدن الإسلامية فرع التأليف في مجال العمارة.[11]